# الخيار (يريم)

تعديل مصدري - تعديل

الخيار محلة تابعة لقرية اقراض، التابعة لعزلة بني مسلم بمديرية يريم إحدى مديريات محافظة إب في الجمهورية اليمنية.، بلغ تعداد سكانها 28 حسب تعداد اليمن لعام 2004.